# Baniassa paucipila
Baniassa paucipila är en tvåvingeart som beskrevs av Thomas Pape 1985. Baniassa paucipila ingår i släktet Baniassa och familjen gråsuggeflugor.
Artens utbredningsområde är Irak. Inga underarter finns listade i Catalogue of Life.